# گاوماهی رودخانه‌ای
گاوماهی رودخانه‌ای (نام علمی: Rhinogobius flumineus) گونه‌ای گاوماهی است که در ژاپن از استان شیزوئوکا تا استان تویاما به سمت غرب تا هونشو, شیکوکو و کیوشو زندگی می‌کند. این ماهی نوعی کف‌زی است و در آبهای شیرین شنا می‌کند. طول این ماهی تا ۷ سانتی متر هم می‌رسد.